# Albert De Smaele (uitgever)
Albert De Smaele (Schaarbeek, 18 juni 1921 - Etterbeek, 25 april 2009) was een Belgisch jurist, uitgever en journalist.

## Levensloop

### Jeugd
Albert De Smaele, zoon van een industrieel uit Aalst, studeerde aan het Sint-Jozefscollege van Aalst en behaalde nadien aan de Katholieke Universiteit Leuven een doctoraat in de rechten, naast een licentiaat in het notariaat en in de politieke en sociale wetenschappen. Als student was hij actief als lid en leider van de KSA Oost-Vlaanderen en het KVHV. Na de oorlog was hij zes maanden actief als persattaché van minister van oorlogsschade Jacques Basyn. Nadien liep hij zeven maanden stage bij de Brusselse balie. In die periode verloofde hij zich met Godelieve Sap, een dochter van Gustaaf Sap.

### De Standaard N.V.
Bij het overlijden van Gustaaf Sap in 1940, gingen zijn aandelen van De Standaard N.V. over naar zijn weduwe Antoinette Gylsen. Na de oorlog en bij het verstrijken van het door de rechter opgelegde publicatieverbod, stuurde zij in 1946 haar aanstaande schoonzoon Albert De Smaele, een jonge jurist, in het veld om de belangen van de familie te verzekeren.
Albert De Smaele slaagde erin op 1 mei 1947 De Standaard succesvol te herlanceren. Hij nam tot 1960 ook de positie van hoofdredacteur in, en bleef tot het faillissement van de uitgeverij op 8 juni 1976 de groep leiden. De sterke groei van de groep in de jaren zestig en het aantrekken of behouden van journalisten zoals onder meer Max Wildiers, Lode Bostoen, Manu Ruys, Louis De Lentdecker, Gaston Durnez, Maria Rosseels, Hugo De Ridder en Frans Verleyen wordt aan hem toegeschreven.
Van 1960 tot 1972 was Albert De Smaele ook lid van de raad van beheer van de BRT.
De Smaele voerde bij De Standaardgroep een agressieve expansiepolitiek met veel acquisities van mediatitels en drukkerijen. Sommige bronnen suggereren dat het faillissement in 1976 onvermijdelijk werd door de starre houding van een aantal financiers en dat dit als een afrekening beschouwd kan worden; anderen houden het eerder op een te megalomane bedrijfsstijl van De Smaele zelf.
Enkele weken later werd de Vlaamse Uitgeversmaatschappij (nu de Coreliogroep) opgericht met de steun van de Antwerpse reder André Leysen. Sindsdien wordt De Standaard door deze maatschappij uitgegeven. Albert De Smaele trok zich terug uit het zakenleven.
In juni 1980 werd Albert De Smaele door de correctionele rechtbank in Brussel eenvoudig bankroet verklaard en veroordeeld voor het niet nakomen van de btw reglementering met het oog op het verkrijgen van krediet. Alle andere beschuldigingen werden niet weerhouden.

### Huwelijk en einde leven
Nadien kwam De Smaele niet meer in de publieke belangstelling. Door zijn huwelijk met Godelieve Sap op 9 november 1946 werd Albert De Smaele een schoonbroer van André Vlerick, gehuwd met Cécile Sap, en Jan Piers, ook gehuwd met een dochter van Gustave Sap, Marguerite Sap. Hij overleefde zijn echtgenote, samen hadden ze vijf kinderen. Albert De Smaele overleed op 25 april 2009.